# Corrente redler

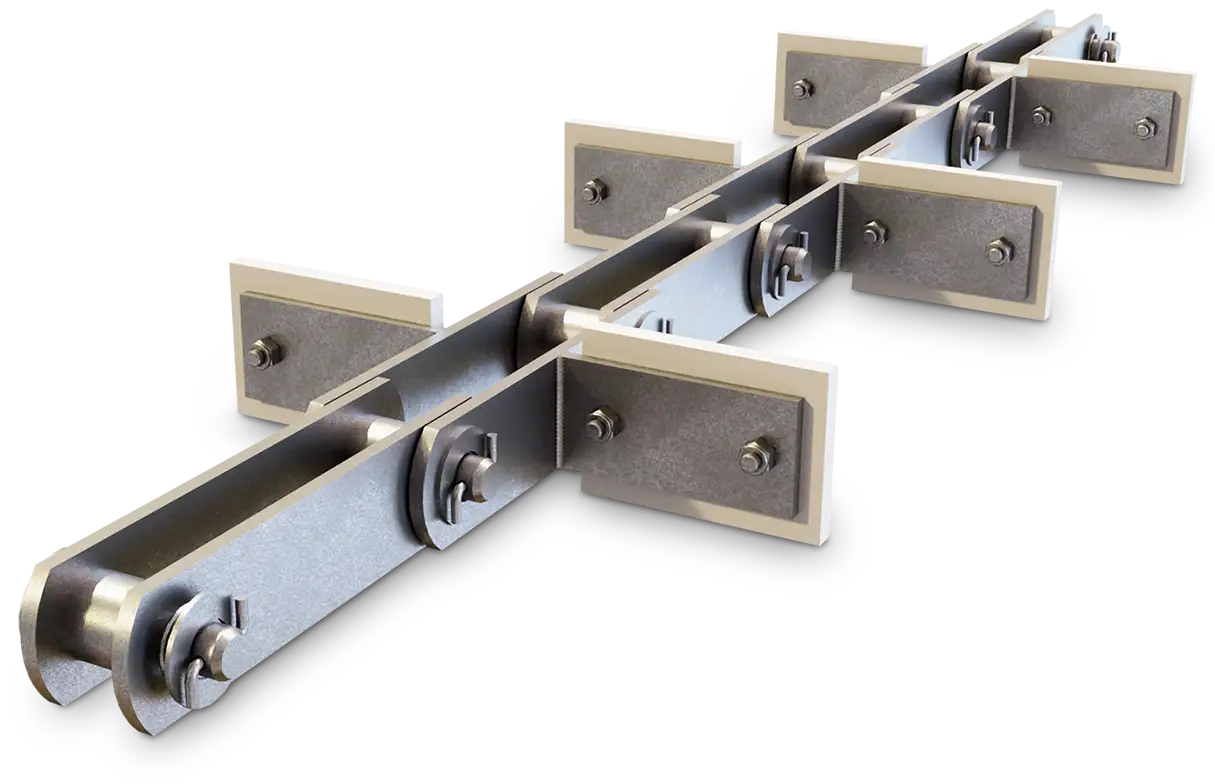
Render de corrente Redler com raspador UHMW.

As correntes transportadoras do tipo Redler são sistemas utilizados para transportar materiais a granel, como grãos, sementes, minérios, areia, e outros produtos granulados ou pulverulentos. O sistema opera com base no princípio de arraste, onde as correntes, posicionadas dentro de um canal fechado, movem o material de forma eficiente, seja em direções horizontais ou inclinadas.
Essas correntes são conhecidas pela sua resistência à abrasão, durabilidade e capacidade de movimentar grandes volumes de material. São amplamente usadas em indústrias agrícolas, alimentícias, mineradoras e de cimento.

#### Funcionamento
O sistema Redler utiliza uma estrutura fechada que garante o transporte do material de forma limpa, sem gerar poeira ou resíduos ao ambiente. A corrente se movimenta ao longo de trilhos, arrastando o material no interior da calha. Isso proporciona uma movimentação suave, sem agitar o produto transportado, o que o torna ideal para materiais delicados e de baixa densidade.

#### Características de Fabricação[1]
- Com abas soldadas ou dobradas
- Com ou sem reforço
- Com ou sem raspadores em UHMW
- Projetadas para alta produção e grandes distâncias
- Operam em inclinações
- Modelos auto-limpantes

#### Aplicações
As correntes Redler têm grande aplicação em setores como:
- Indústria de grãos (transporte de soja, milho, trigo, etc.)
- Fábricas de ração animal
- Setor de cimento
- Mineração
- Indústria alimentícia

#### Vantagens[2]
Entre os principais benefícios dessas correntes estão:
- Baixa manutenção devido ao design robusto
- Transporte em diferentes orientações (horizontal e inclinado)
- Capacidade de lidar com materiais abrasivos e pesados
- Economia de espaço, já que o sistema pode ser instalado em áreas compactas
- Redução da emissão de poeira, contribuindo para um ambiente de trabalho mais limpo

As correntes Redler têm sido amplamente adotadas devido à sua versatilidade e eficiência no transporte de materiais a granel, especialmente em ambientes industriais onde se exige confiabilidade e baixo custo operacional.